# NGC 1598
NGC 1598 è una galassia a spirale barrata situata nella costellazione del Bulino, a una distanza di circa 246 milioni di anni luce dalla nostra Via Lattea.

## Scoperta
La galassia è stata scoperta il 3 dicembre 1837 dall'astronomo britannico John Herschel.

## Descrizione
NGC 1598 ha una classe di luminosità III.
Il database SIMBAD la classifica come galassia LINER, cioè una galassia il cui nucleo presenta uno spettro di emissione caratterizzato da larghe righe di atomi debolmente ionizzati.

## Gruppo della Caraffa
NGC 1598 fa parte del Gruppo della Caraffa. Il piccolo raggruppamento è costituito da tre galassie che hanno una simile velocità di recessione e di conseguenza si trovano a una distanza similare dalla nostra Via Lattea. I membri del gruppo sono PGC 15172 (detta "galassia Caraffa"), NGC 1595 e NGC 1598.